# Hradec (Polsko)
Hradec (polsky Grodziec) je vesnice v jižním Polsku ve Slezském vojvodství v okrese Bílsko-Bělá ve gmině Jasenice. Leží na území Těšínského Slezska. Často se používá i označení Slezský Hradec (Grodziec Śląski), což je ovšem oficiálně pouze název místní železniční zastávky. V roce 2014 zde žilo 1 235 obyvatel, rozloha obce činí 9,75 km².
První zmínka o Grodische villa Snessonis pochází z listiny biskupství vratislavského vydané mezi lety 1295 až 1305. Název obce napovídá existenci jakési opevněné osady nebo hradiště patřícího patrně těšínské kastelánii. V polovině 15. století se majiteli Hradce stala rodina z malopolských Brodů, která pak přijala jméno Hradeckých neboli Grodeckých. Hradečtí postavili mezi lety 1542 až 1580 renesanční zámek, jehož pozdějšími majiteli byli mj. Marklovští, Erdmannové, Zoblové a Larischové. Nejznámějším představitelem Hradeckých byl Melichar (1584–1619), mučedník z dob třicetileté války a katolický světec. Tato rodina byla jednou z mála, které během reformace zůstaly na Těšínsku katolické.
Mezi památky Hradce patří kromě zámku a zámeckého parku novogotický kostel sv. Bartoloměje z roku 1910, zřícenina původního kostela ze 16. století, který po výstavbě nového chátral a byl částečně stržen ve 20. letech, a také hrobová kaple Zoblů z roku 1863 na kopci Goruška. Na území obce se nachází dvě přírodní rezervace: Morzyk (12 ha) a Údolí Łaňského potoka (47 ha).
Roku 1946 vznikl na hradeckém statku Zkušební ústav Státního vědeckého institutu venkovského hospodářství, který působí dodnes jakožto Zkušební ústav Institutu zootechniky Státního vědeckého ústavu.
Obcí probíhá rychlostní silnice S52 Bílsko-Bělá—Těšín, jejímž pokračováním je česká dálnice D48, a také „stará silnice“ z Bílská-Bělé do Těšína a od roku 2009 uzavřená stejnosměrná železniční trať.